# Östra Ämterviks landskommun
Östra Ämterviks landskommun var en tidigare kommun i Värmlands län som omfattade socknens gränser.

## Administrativ historik
Östra Ämterviks landskommun inrättades den 1 januari 1863 i Östra Ämterviks socken i Fryksdals härad i Värmland  när 1862 års kommunalförordningar trädde i kraft.
I samband med kommunreformen 1952 gick landskommunen, tillsammans med Västra Ämtervik upp i Sunne landskommun och Stora Sunne landskommun bildades. 
Området är sedan 1971 en del av den nuvarande Sunne kommun.

## Kommunvapen
Östra Ämterviks landskommun förde inte något vapen.

## Politik
| 6 | 14 |

| 20 |

| 7 | 10 | 3 |

| 20 |

| 6 | 9 | 3 | 2 |

| 18 |

För valresultat efter 1946, se Stora Sunne landskommun#Politik.